# Balgarska Narodna Banka
Die Bulgarische Nationalbank (bulgarisch Българска народна банка; Balgarska Narodna Banka) ist die Zentralbank von Bulgarien mit Sitz in Sofia.
Sie ist Mitglied im Europäischen System der Zentralbanken. Die Zentralbank wurde im Januar 1879 gegründet.  Die Bank hat das Monopol zur Ausgabe der Banknoten der Währung Lew. Das Gebäude der Zentralbank befindet sich in Sofia am Fürst-Alexander-Battenberg-Platz und wurde in den Jahren 1934–1939 während der Regierung des Zaren Boris III. errichtet. 
Im Verlauf des Zweiten Weltkriegs trieb die Bank auch die Schulden der griechischen Zentralbank, in den von Bulgarien annektieren Gebieten Nordgriechenlands ein.
Im März 1960 informierte Kiril Nestorow, der Chef der BNB, das damalige Staatsoberhaupt Todor Schiwkow, dass die Volksrepublik Bulgarien nicht mehr ihre Schulden bedienen könne. Schiwkow entschied, die bulgarischen Goldreserven an die Sowjetunion zu verkaufen. Die drohende Staatspleite wurde weder der Führung der BKP, noch der Öffentlichkeit damals bekannt gemacht.